# Wolfgang Orben
Wolfgang Orben (* 16. September 1951; † 2. Oktober 2023 in Worms) war ein deutscher Fußballspieler. Der Torwart absolvierte in den Jahren 1970 bis 1976 insgesamt 95 Spiele in der Fußball-Regionalliga Südwest beziehungsweise 2. Fußball-Bundesliga für den 1. FSV Mainz 05.

## Laufbahn
Der beim FV Mombach 03 groß gewordene Nachwuchstorhüter wechselte zur Saison 1970/71 zum FSV Mainz 05 in die damalige Zweitklassigkeit der Regionalliga Südwest. Unter Trainer Erich Gehbauer absolvierte er 21 Ligaspiele, Wolfgang Kneib musste sich mit der Rolle des Vertreters begnügen. Der Ex-Mombacher Orben debütierte am Starttag der Saison, den 16. August 1970, beim 1:1-Remis beim VfR Frankenthal in der Regionalliga. In seinem zweiten Jahr bei den 05ern, 1971/72, hatte jedoch Rivale Kneib unter dem neuen Trainer Bernd Hoss mit 18 Einsätzen knapp vor Orben die Nase vorne. Mainz belegte den vierten Rang und hatte mit Gerd Klier (21 Tore) und Herbert Renner (12 Tore) torgefährliche Stürmer im Angriff.
Als der FSV Mainz 05 in der Saison 1972/73 die Meisterschaft in der Regionalliga Südwest erringen konnte, hütete Orben in 19 Spielen das Tor der Mannschaft vom Bruchwegstadion. Der torgefährliche Angriff mit Renner, Klier und Manfred Kipp erzielte dabei 80 Tore. Im letzten Jahr der alten zweitklassigen Regionalliga, 1973/74, kam Orben hinter Kneib (27 Spiele) lediglich zu drei Einsätzen, der FSV landete auf dem fünften Rang. In den zwei ersten Jahren in der neuen 2. Fußball-Bundesliga, 1974 bis 1976, belegten die Rheinhessen die Mittelfeldplätze elf und zwölf und Orben hatte in 37 Spielen im Tor gestanden. Im Sommer 1976 schloss er sich der SG Harxheim an und war dort noch bis 1986 im Amateurbereich aktiv.

## Stationen
- 1964–1970 FVgg Mombach 03
- 1970–1976 1. FSV Mainz 05
- 1976–1986 SG 03 Harxheim